# Alpineskiën op de Olympische Winterspelen 2018 - Landenwedstrijd
De landenwedstrijd tijdens de Olympische Winterspelen 2018 vond plaats op 24 februari 2018 in het Yongpyong Alpine Centre in Pyeongchang. Dit onderdeel stond voor de eerste maal op het programma.
Bij deze wedstrijd strijden steeds twee landenteams op een parallelslalom-parcours tegen elkaar. Iedere wedstrijd bestaat uit vier heats waarbij afwisselend een man tegen een man en een vrouw tegen een vrouw strijdt. Het team dat de meeste heats wint gaat verder. Als beide teams even veel heats winnen is de tijd beslissend. Voor deze wedstrijd hebben zich 16 landen geplaatst.

## Tijdschema
| Datum       | Lokale tijd | MET   |
| ----------- | ----------- | ----- |
| 24 februari | 11:00       | 03:00 |

## Uitslag

### Eindstand
| Rang   | Bib                        | Land |
| ------ | -------------------------- | --- |
| Goud   | 2 21 22 25 26 27           | Zwitserland Denise Feierabend Wendy Holdener Luca Aerni Daniel Yule Ramon Zenhäusern                                              |
| Zilver | 1 11 12 13 15 16 17        | Oostenrijk Stephanie Brunner Katharina Gallhuber Katharina Liensberger Manuel Feller Michael Matt Marco Schwarz                   |
| Brons  | 4 41 42 43 45 46 47        | Noorwegen Nina Haver-Løseth Kristin Lysdahl Maren Skjøld Sebastian Foss-Solevåg Leif Kristian Nestvold-Haugen Jonathan Nordbotten |
| 4      | 6 61 62 63 65 66 67        | Frankrijk Adeline Baud Mugnier Nastasia Noens Tessa Worley Julien Lizeroux Clément Noel Alexis Pinturault                         |
| 5      | 12 121 122 125 126         | Groot-Brittannië Charlie Guest Alex Tilley Dave Ryding Laurie Taylor                                                              |
| 5      | 7 71 72 75 76 77           | Duitsland Lena Dürr Marina Wallner Fritz Dopfer Alexander Schmid Linus Straßer                                                    |
| 5      | 3 31 32 33 35 36 37        | Italië Federica Brignone Chiara Costazza Irene Curtoni Stefano Gross Riccardo Tonetti Alex Vinatzer                               |
| 5      | 8 81 82 83 85 86 87        | Zweden Frida Hansdotter Anna Swenn-Larsson Emelie Wikström Mattias Hargin Kristoffer Jakobsen André Myhrer                        |
| 9      | 11 111 112 113 115 116 117 | Canada Candace Crawford Erin Mielzynski Laurence St-Germain Phil Brown Trevor Philp Erik Read                                     |
| 9      | 14 141 142 143 145 146 147 | Tsjechië Gabriela Capová Martina Dubovská Kateřina Pauláthová Ondřej Berndt Filip Forejtek Jan Zabystran                          |
| 9      | 15 151 152 155 156         | Hongarije Szonja Hozmann Mariann Mimi Maroty Marton Kekesi Dalibor Samsal                                                         |
| 9      | 16 161 162 165 166         | Zuid-Korea Gim So-hui Kang Young-seo Jung Dong-hyun Kim Dong-woo                                                                  |
| 9      | 13 131 132 135 136         | Olympische atleten uit Rusland Anastasia Silanteva Jekaterina Tkatsjenko Aleksandr Chorosjilov Ivan Koeznetsov                    |
| 9      | 9 91 92 93 95 96           | Slovenië Ana Bucik Maruša Ferk Meta Hrovat Štefan Hadalin Žan Kranjec                                                             |
| 9      | 10 101 102 103 105 106 107 | Slowakije Soňa Moravčíková Veronika Velez Zuzulová Petra Vlhová Matej Falat Adam Žampa Andreas Žampa                              |
| 9      | 5 51 52 53 55 56 57        | Verenigde Staten Patricia Mangan Megan McJames Alice Merryweather David Chodounsky Mark Engel Nolan Kasper                        |

### Schema
| Achtste finale | Achtste finale                 | Achtste finale |  |  | Kwartfinale | Kwartfinale      | Kwartfinale |  |  | Halve finale | Halve finale | Halve finale |  |           | Finale    | Finale      | Finale |
|                |                                |                |  |  |             |                  |             |  |  |              |              |              |  |           |           |             |        |
| 1              | Oostenrijk                     | 4              |  |  |             |                  |             |  |  |              |              |              |  |           |           |             |        |
| 16             | Zuid-Korea                     | 0              |  |  | 1           | Oostenrijk       | 4           |  |  |              |              |              |  |           |           |             |        |
| 8              | Zweden                         | 3              |  |  | 8           | Zweden           | 0           |  |  |              |              |              |  |           |           |             |        |
| 9              | Slovenië                       | 1              |  |  |             |                  |             |  |  | 1            | Oostenrijk   | 3            |  |           |           |             |        |
| 5              | Verenigde Staten               | 2              |  |  |             |                  |             |  |  | 4            | Noorwegen    | 1            |  |           |           |             |        |
| 12             | Groot-Brittannië               | 2              |  |  | 12          | Groot-Brittannië | 2           |  |  |              |              |              |  |           |           |             |        |
| 4              | Noorwegen                      | 4              |  |  | 4           | Noorwegen        | 2           |  |  |              |              |              |  |           |           |             |        |
| 13             | Olympische atleten uit Rusland | 0              |  |  |             |                  |             |  |  |              |              |              |  |           | 1         | Oostenrijk  | 1      |
| 3              | Italië                         | 3              |  |  |             |                  |             |  |  |              |              |              |  |           | 2         | Zwitserland | 3      |
| 14             | Tsjechië                       | 1              |  |  | 3           | Italië           | 1           |  |  |              |              |              |  |           |           |             |        |
| 6              | Frankrijk                      | 2              |  |  | 6           | Frankrijk        | 3           |  |  |              |              |              |  |           |           |             |        |
| 11             | Canada                         | 2              |  |  |             |                  |             |  |  | 6            | Frankrijk    | 1            |  |           |           |             |        |
| 7              | Duitsland                      | 2              |  |  |             |                  |             |  |  | 2            | Zwitserland  | 3            |  |           |           |             |        |
| 10             | Slowakije                      | 2              |  |  | 7           | Duitsland        | 2           |  |  |              |              |              |  | 3e plaats | 3e plaats | 3e plaats   |        |
| 2              | Zwitserland                    | 4              |  |  | 2           | Zwitserland      | 2           |  |  |              |              |              |  |           | 4         | Noorwegen   | 2      |
| 15             | Hongarije                      | 0              |  |  |             |                  |             |  |  |              |              |              |  |           | 6         | Frankrijk   | 2      |